# نیتیو اینسترومنتس
نیتیو اینسترومنتس (انگلیسی: Native Instruments) شرکت تجهیزات موسیقی آلمانی است، که در سال ۱۹۹۶ تأسیس شد.